# Paria Farzaneh
Paria Farzaneh é uma estilista de moda anglo-iraniana que mora em Londres.

## Carreira
Paria Farzaneh formou-se em design de moda pela Ravensbourne University, em Londres, em 2016. Desde então, ela estabeleceu-se entre as principais estilistas femininas de moda masculina com sede em Londres. Farzaneh criou designs notavelmente para nomes como Converse, Gore-Tex, LeBron James e Nick Young. Farzaneh cresceu em North Ferriby, East Yorkshire; o seu avô era alfaiate no Irão e os seus pais emigraram do Irão antes de ela nascer, ajudando a influenciar o seu uso da arte e da linguagem persa nos seus designs, o que levou aos seus tecidos de algodão estampados de Isfahan. Farzaneh lançou a sua marca em 2017 e apresenta desfiles de moda a cada temporada.